# Derris
Genre
Synonymes
- Brachypterum (Wight & Arn.) Benth.
- Cylizoma Neck.
- Nothoderris Blume ex Miq.
- Paraderris (Miq.) R.Geesink
- Pterocarpus Kuntze
- Salken Adans.
- Solori Adans[2].

Derris est un genre de plantes à fleurs dicotylédones de la famille des Fabaceae, sous-famille des Faboideae, originaire des régions tropicales d'Amérique du Sud, d'Afrique de l'Est et de Madagascar, d'Asie du Sud et du Sud-Est, et d'Australasie, qui comprend environ 90 espèces acceptées.
Ce sont des lianes ou, plus rarement, des arbustes dressés ou des arbres, aux feuilles composées imparipennées et aux fleurs de type papilionacé rosâtres. Le fruit est une gousse globuleuse allongée, indéhiscente, contenant de une à plusieurs graines réniformes.

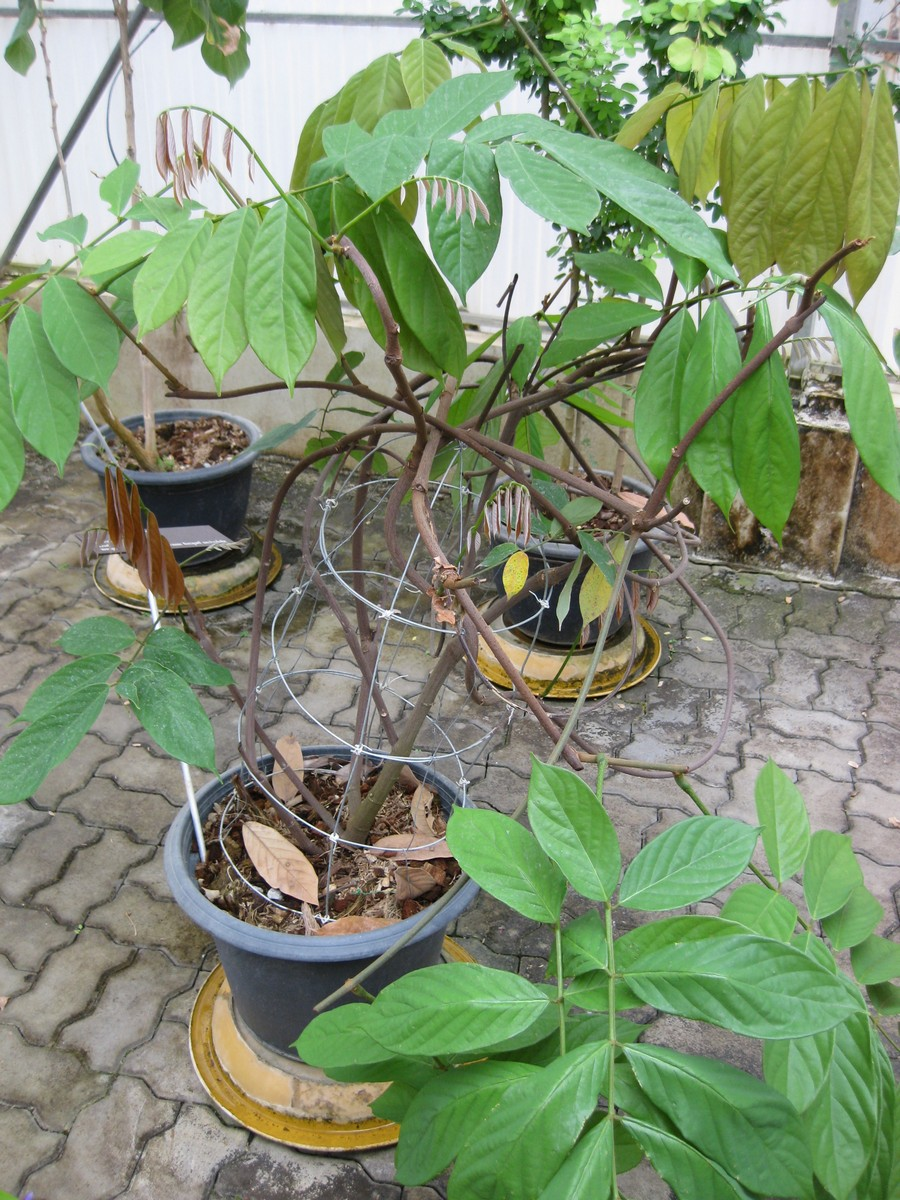
Derris non identifié, au Jardin botanique de la reine Sirikit, en Thaïlande.

L'espèce Derris elliptica, dont on extrait la roténone, appartenait à ce genre mais a été renommé récemment en Paraderris elliptica.

## Liste d'espèces
Selon The Plant List (1 décembre 2018) :
- Derris acuminata Benth.
- Derris albo-rubra Hemsl.
- Derris amoena Benth.
- Derris andamanica Prain
- Derris angulata (Ducke) Ducke
- Derris balansae Gagnep.
- Derris benthamii (Thwaites) Thwaites
- Derris brevipes (Benth.) Baker
- Derris breviramosa F.C.How
- Derris canarensis (Dalzell) Baker
- Derris caudata Backer
- Derris caudatilimba F.C.How
- Derris cavaleriei Gagnep.
- Derris cebuensis Merr.
- Derris confertiflora (Benth.) J.F.Macbr.
- Derris cuneifolia Benth.
- Derris danauensis Backer
- Derris denudata (Benth.) Ducke
- Derris elegans Benth.
- Derris elliptica (Wall.) Benth.
- Derris eriocarpa F.C.How
- Derris ferruginea (Roxb.) Benth.
- Derris floribunda (Miq.) Benth.
- Derris fordii Oliv.
- Derris glauca Merr. & Chun
- Derris guilleminianus (Tul.) N.F. Mattos
- Derris hainanesis Hayata
- Derris hainesiana Thoth.
- Derris hancei Hemsl.
- Derris harrowiana (Diels) Z.Wei
- Derris hedyosma (Miq.) J.F.Macbr.
- Derris heyneana (Wight & Arn.) Benth.
- Derris hylobia (Harms) J.F.Macbr.
- Derris indica (Lam.) Bennet
- Derris involuta (Sprague) Sprague
- Derris kanjilalii K.C.Sahni & H.B.Naithani
- Derris kingdonwardii Thoth.
- Derris koolgibberah Bailey
- Derris laotica Gagnep.
- Derris lasiantha Hayata
- Derris latifolia (Kunth) Ducke
- Derris laxiflora Benth.
- Derris lianoides Elmer
- Derris lushaiensis Thoth.
- Derris macrocarpa Thoth.
- Derris maingayana Baker
- Derris malaccensis Prain
- Derris marginata (Roxb.) Benth.
- Derris mariannensis Hosok.
- Derris microphylla (Miq.) Backer
- Derris microptera Benth.
- Derris mindorensis Perkins
- Derris montana Benth.
- Derris monticola (Kurz) Prain
- Derris multiflora Benth.
- Derris oblonga Benth.
- Derris oblongifolia Merr.
- Derris oligosperma K.Schum. & Lauterb.
- Derris ovalifolia (Wight & Arn.) Benth.
- Derris palmifolia Chun & F.C.How
- Derris parviflora Benth.
- Derris philippinensis Merr.
- Derris polyantha Perkins
- Derris polyphylla Koord. & Valeton
- Derris pseudorobusta Thoth.
- Derris pubipetala Miq.
- Derris reticulata Craib
- Derris robusta (DC.) Benth.
- Derris rubrocalyx Verdc.
- Derris rufescens (Benth.) Ducke
- Derris scabricaulis (Franch.) Gagnep.
- Derris scandens (Roxb.) Benth.
- Derris secunda Baker
- Derris seorsa J.F.Macbr.
- Derris steinbachii Harms
- Derris submontana Verdc.
- Derris sylvestris (A.C.Sm.) J.F.Macbr.
- Derris thorelii Craib
- Derris thothathrii Bennet
- Derris tinghuensis P.Y.Chen
- Derris tonkinensis Gagnep.
- Derris trifoliata Lour.
- Derris truncata Craib
- Derris utilis (A.C.Sm.) Ducke
- Derris yappii Craib
- Derris yunnanensis Chun & F.C.How
- Derris zambalensis Elmer